# Thiocyanate isomérase
La thiocyanate isomérase est une isomérase qui catalyse la réaction chimique :
isothiocyanate de benzyle  {\displaystyle \rightleftharpoons }  thiocyanate de benzyle.